# ژاک فیستر
ژاک فیستر (انگلیسی: Jacques Pfister; ۳۰ مهٔ ۱۹۰۳ – ۲۱ مارس ۱۹۶۸) دوچرخه‌سوار اهل فرانسه بود.